# Lubuk Tanjung (Air Napal)
Lubuk Tanjung is een bestuurslaag in het regentschap Bengkulu Utara van de provincie Bengkulu, Indonesië. Lubuk Tanjung telt 711 inwoners (volkstelling 2010).